# Vintertriathlon
Vintertriathlon är en variant av sporten triathlon, anpassad för vintern. Den innebär att de tre grenarna löpning, mountainbike och längdåkning på skidor genomförs i ett svep, på snö.
Vintertriathlon är en mycket liten sport i Sverige, men har en viss popularitet i Alpernas länder. Det internationella triathlonförbundet, ITU, har hållit VM i vintertriathlon sedan 1997, och idag finns världscuptävlingar på fyra kontinenter, dock körs de flesta i Europa. 
Italien, Tyskland, Österrike och Norge är de starkaste nationerna i vintertriathlon, med framgångsrika landslag på både herr- och damsidan. Men att det är en mycket liten sport i Sverige hindrade inte att Andreas Svanebo från Sundsvall vann EM 2007 samt 2008. Eva Nyström från Mölndal (svensk mästare i triathlon) tog EM-silver 2007 och VM-silver 2006, Sveriges första VM-medalj i vintertriathlon någonsin. 
Andreas Svanebo tog återigen EM-guld 2010 men även sitt första VM-guld en vecka senare.